# 小田原修
小田原 修（おだわら おさむ、1951年4月 - ） は、日本の材料工学者。東京工業大学名誉教授。元日本マイクログラビティ応用学会会長。文部科学大臣表彰科学技術賞受賞。

## 人物・経歴
1974年東京工業大学工学部金属工学科卒業。1979年東京工業大学大学院理工学研究科原子核工学博士課程修了。同年通商産業技官任官、工業技術院東北工業技術試験所入所。1986年東京工業大学助教授。1986年科学技術庁金属材料技術研究所客員研究官。1988年宇宙開発事業団客員開発部員。1993年宇宙環境利用推進センター特別客員研究員。1996年日本宇宙フォーラム特別客員研究員。1997年東京工業大学大学院総合理工学研究科教授に昇格。1997年宇宙開発委員会専門委員。2000年理工学振興会特別技術顧問、文部科学省宇宙科学研究所連携教授。2001年燃焼合成研究会会長、プロサップ代表理事、宇宙開発委員会特別委員。2002年沖縄新事業支援機構理事。2005年日本マイクログラビティ応用学会会長。2010年日米科学技術宇宙応用プログラム（JUSTSAP）会長。2014年東京工業大学大学院総合理工学研究科長。2017年東京工業大学名誉教授。

## 受賞
- 注目発明選定 (1986年)[1]
- 市村賞（貢献賞） (1989年)[1]
- 手島記念研究論文賞 (1991年)[1]
- ナノテク2003ビジネスプランコンテスト賞 (2003年)[1]
- 日米科学技術宇宙応用プログラム功労賞 (2003年)[1]
- Burton I. Edelson Memorial Award (2004年)[1]
- JUSTSAP 2004優秀チーム賞 (2004年)[1]
- 文部科学大臣表彰科学技術賞（理解増進部門） (2006年)[1]